# Азаврети
Азаврети (груз. აზავრეთი, з.-арм. Ազավրէթ Азаврет) — село в Грузии, на территории Ахалкалакского муниципалитета края (мхаре) Самцхе-Джавахети.

## География
Село находится в южной части Грузии, на берегах реки Азаврети (правый приток реки Баралетисцкали), на расстоянии приблизительно 19 километров (по прямой) к северу от города Ахалкалаки, административного центра муниципалитета. Абсолютная высота — 1920 метров над уровнем моря.

## Население
По результатам официальной переписи населения 2014 года, в Азаврети проживал 1161 человек (581 мужчина и 580 женщин). В национальной структуре населения армяне составляли 99,2 %, грузины — 0,7 %.
| Год  | Население, человек |
| ---- | ------------------ |
| 2002 | 1491               |
| 2014 | ↘ 1161             |